# Георг Лудвиг фон Насау-Диленбург
Георг Лудвиг фон Насау-Диленбург (на немски: Georg Ludwig von Nassau-Dillenburg; * 14 март 1618, Байлщайн; † 19 май 1656, Диленбург) е наследствен принц от Насау-Диленбург.

## Произход и смърт
Той е най-възрастният син на княз Лудвиг Хайнрих фон Насау-Диленбург (1594 – 1662) и първата му съпруга графиня Катарина фон Сайн-Витгенщайн (1588 – 1651). 
Георг Лудвиг умира преди баща си на 38 години на 19 август 1656 г. и следващият ден е погребан в Диленбург.

## Фамилия
Георг Лудвиг се жени на 19 февруари 1638 г. в Копенбрюге за принцеса Анна Августа фон Брауншвайг-Волфенбютел (1612 – 1673), дъщеря на княз Хайнрих Юлий фон Брауншвайг-Волфенбютел и втората му съпруга принцеса Елизабет Датска. Двамата имат децата:
- Елизабет Катерина (1639 – 1641)
- София Елеонора (1640 – 1712)
- Хайнрих (1641 – 1701), последва 1662 г. дядо си като княз на Насау-Диленбург, женен 1663 за Доротея Елизабет от Силезия-Лигница (1646 – 1691)
- Елизабет Шарлота (1643 – 1686), омъжена за граф Август от Лигница (1627 – 1679), и 1680 за граф Фердинанд Гоберт от Аспремонт-Линден (1645 – 1708)
- мъртвореген син (1645)
- Елизабет Луиза (1652 – 1670)
- Анна Катерина (* 1662)